# Mezina
Mezina là một làng thuộc huyện Bruntál, vùng Moravskoslezský, Cộng hòa Séc.